# Walter Courvoisier
Pour les articles homonymes, voir Courvoisier.
Walter Courvoisier né le 7 février 1875 à Riehen et mort le 27 décembre 1931 à Locarno, est un compositeur suisse.

## Biographie
Walter Courvoisier est le fils du chirurgien Ludwig Georg Courvoisier. Il a d'abord étudié la médecine et a commencé à travailler comme médecin. En 1902 il est allé à Munich pour entreprendre des études de musique. Il a été l'élève de Selmar Bagge (de) et de Ludwig Thuille, dont il est devenu le beau-fils. Il a enseigné à l'Akademie der Tonkunst d'abord la théorie, plus tard la composition.

## Élèves
- Dora Pejačević (1885–1923), compositrice
- Max Butting (1888–1976), compositeur
- Gerhart von Westerman (de) (1894–1963), compositeur et intendant
- Roberto Gerhard (1896–1970), compositeur
- Paul Ben-Haim (1897–1984), compositeur, chef d'orchestre
- Albert Moeschinger (de) (1897–1985)
- Walter Simon Huber (1898–1978), professeur de musique, organiste et chef de chœur
- Willy Burkhard (1900–1955), compositeur
- Hermann Reutter (1900–1985), compositeur, pianiste
- Franz Rupp (1901–1992), pianiste et accompagnateur
- Hans Haug (1900–1967), compositeur, chef d'orchestre, pianiste
- Heinrich Sutermeister (1910–1995), compositeur

## Œuvres

### Opéras
- Lanzelot und Elaine, Musikdrama in vier Aufzügen ; Livret : Berta Thiersch, pseudonyme "Walter Bergh" (1910-12, création Munich 1917)
- Die Krähen, Lustspiel in einem Aufzug ; Livret : Alois Wohlmuth (1919/20, création Munich 1920)
- Der Sünde Zauberei, opéra en un prélude et deux tableau ; Livret : Joseph von Eichendorff d'après Pedro Calderón de la Barca (1929, unaufgeführt) online

### Œuvres vocales
- Die Muse, pour baryton et orchestre op. 4 ; d'après Heinrich Leuthold (1903)
- Gruppe aus dem Tartarus, Ballade pour chœur mixte et orchestre op. 5 ; d'après Friedrich Schiller (1904)
- Der Dinurstrom, Ballade pour chœur mixte et orchestre op. 11 ; d'après Wilhelm Hertz (en) (1906)
- Das Schlachtschiff Téméraire (1796), Ballade pour chœur d'hommes et orchestre op. 12 ; d'après Detlev von Liliencron (1906)
- Auferstehung (früherer Titel: Totenfeier), Cantate pour quatre solistes, chœur mixte et orchestre op. 26 ; d'après la Bible, bearbeitet von Alfred Bertholet (1915)
- Drei Chöre a cappella op. 33 ; d'après Joseph von Eichendorff (1931)
- Fünf Gesänge pour chœur mixte a cappella op. 34 (1931)

### Lieder avec accompagnement de piano
- Sechs Lieder für tiefe Stimme op. 1 (1903)
- Sieben Lieder op. 2 (1903)
- Acht Gedichte von Anna Ritter (en) op. 3 (1903)
- Sechs Lieder op. 6 (1904)
- Fünf Lieder für tiefe Stimme op. 7 (1904)
- Sieben Gedichte von Peter Cornelius op. 8 (1905)
- Sechs Gedichte von Theodor Storm op. 9 (1905)
- Zwei Gedichte von Theodor Storm, Vier Gedichte von Klaus Groth op. 13 (1906)
- Fünf Gedichte von Wilhelm Hertz op. 14 (1903/04)
- Drei Gedichte von Emanuel Geibel op. 15 (1906)
- Fünf Gedichte von Friedrich Hebbel op. 16 (1907/08)
- Fünf Gedichte von Peter Cornelius op. 17 (1908)
- Zwei Sonette von Michelangelo und altitalienisches Sonett op. 17 (1906/08)
- Sieben Gedichte von Emanuel Geibel op. 19 (1906/08)
- Sieben alte deutsche Gedichte op. 23 (1909/10)
- Gedichte von Hermann Hesse op. 24 (1917, nach 1929)
- Geistliche Lieder in fünf Bänden op. 27 (1917–1919)
- Kleine Lieder zu Kinderreimen in vier Bänden op. 28 (1916–1919)
- Lieder auf alte Deutsche Gedichte op. 29 (1912/14, 1920–1925)

### Œuvres orchestrales
- Sinfonischer Prolog zu Carl Spittelers Olympischer Frühling pour orchestre op. 10 (1905)
- Festouvertüre pour orchestre (1920)

### Œuvres instrumentales
- Klaviertrio oop. (1902)
- Sechs Suiten pour violon seul op. 31 (1921/22)
- Langsamer Satz pour quatuor à cordes oop. (1921/22)
- Zwei Suiten pour violoncelle seul op. 32 (1921)

### Œuvres pour piano
- Sonatine pour piano oop.
- Passacaglia und Fuge b-Moll pour piano op. 20 (1908/09)
- Variationen und Fuge über ein eigenes Thema Es-Dur pour piano op. 21 (1909)
- Variationen über ein eigenes Thema D-Dur pour piano op. 22 (1909)

## Source de la traduction
- (de) Cet article est partiellement ou en totalité issu de l’article de Wikipédia en allemand intitulé « Walter Courvoisier » (voir la liste des auteurs).